# Родинська сільська рада (Родинський район)
Ро́динська сільська рада (рос. Родинский сельский совет) — сільське поселення у складі Родинського району Алтайського краю Росії.
Адміністративний центр та єдиний населений пункт — село Родино.

## Населення
Населення — 8113 осіб (2019; 8597 в 2010, 9612 у 2002).